# John Tait
John Tait, född 25 september 1888, död 10 juli 1971, var en friidrottare från Kanada. Han deltog vid olympiska sommarspelen 1908 och olympiska sommarspelen 1912.